# Eddy Voordeckers
Eddy Voordeckers (Geel, 4 februari 1960) is een voormalig Belgische voetballer. Hij speelde als aanvaller en scoorde viermaal voor de Belgische nationale ploeg.

## Clubcarrière
Voordeckers begon zijn carrière in de eerste ploeg bij toenmalige tweedeklasser KFC Diest. In 1979 werd hij getransfereerd naar Standard Luik, waarmee hij in 1982 landskampioen werd. Bij Standard zou hij in totaal 90 wedstrijden spelen. In 63 competitiewedstrijden scoorde Voordeckers twintigmaal, en ook Europees wist hij 8 keer te scoren. Nadien ging hij drie seizoen voor Waterschei spelen. In 1985 trok hij voor twee jaar naar Frankrijk, om bij Stade Rennais te gaan spelen. 
In 1987 keerde hij terug naar België. Hij speelde er nog drie jaar voor KAA Gent en ten slotte van 1990 tot 1992 nog voor KVC Westerlo.

## Interlandcarrière
Voordeckers werd in zijn carrière 22 keer geselecteerd voor het Belgische nationale elftal, waarvoor hij viermaal scoorde. 
Voordeckers maakte deel uit van de selectie voor het Europees kampioenschap van 1984, waar hij eenmaal als invaller in actie trad. Hij is tot hiertoe de laatste niet eersteklasser die een wedstrijd speelde voor de Rode Duivels.

## Erelijst

### Club
Standard Liège
- Eerste Klasse: 1981–82
- Beker van België: 1980-81
- SuperCup: 1981
- Europacup II: 1981-82 (finalisten)
- Intertoto Cup Groepswinnaars: 1980[2], 1982[3]

AA Gent
- Tweede Klasse-play-offwinnaar: 1988-89